# Dicranomyia vivasberthieri
Dicranomyia vivasberthieri är en tvåvingeart som först beskrevs av Alexander 1940.  Dicranomyia vivasberthieri ingår i släktet Dicranomyia och familjen småharkrankar.
Artens utbredningsområde är Venezuela. Inga underarter finns listade i Catalogue of Life.